# Alexandru Cazaban
Alexandru (Alecu) Cazaban (n. 23 septembrie 1872, Iași – d. 1966, București) a fost un scriitor (membru al Societății Scriitorilor Români, al Uniunii Scriitorilor R.P.R.), ziarist (membru al Sindicatului Ziariștilor din București), editor și conferențiar.

## Viața
Alexandru Cazaban s-a născut la Iași pe 06 octombrie 1872 fiind fiul lui Pierre Cazaban și al Paulinei Walter. Este descendentul unei vechi familii franceze împământenite în Moldova care a dat o seamă de personalități în lumea artistică română precum actorul Jules Cazaban, compozitoarea Mansi Barberis, sculptorul Ion Irimescu, pianista Rodica Suțu, regizoarea Sorana Coroamă-Stanca etc. Alexandru Cazaban a fost căsătorit cu Elena I. Kovalsky și a avut o fiică, Matilda.
Copilăria i-a fost marcată de dificultăți financiare. A absolvit, totuși, Liceul Național din Iași și s-a înscris la Facultatea de Arhitectură din București, pe care însă nu a absolvit-o. Între 10 octombrie 1898 și 1 mai 1899, a lucrat ca desenator în cadrul Serviciului tehnic al Primăriei din Galați. Începând cu 16 februarie 1907, a fost angajat copist-desenator în cadrul Direcțiunii Generale a Telegrafelor, Poștelor și Telefoanelor din București. Tot ca „desemnator” a lucrat, de la 1 mai 1909, în cadrul Ministerului Lucrărilor Publice, în Teleorman, iar la 1 aprilie 1910 a fost numit în postul de conductor provizoriu la Serviciul tehnic al județului Teleorman. De la 12 februarie 1912, a lucrat pe lângă Inspectoratele de poduri și șosele din administrațiunea centrală a Ministerului Lucrărilor Publice. În timpul Primului Război mondial, Alexandru Cazaban a editat, împreună cu Rudolf Suțu, cotidianul ieșean „Dușmanul”, îndreptat contra ocupației germane. De la 1 august 1920 a fost angajat, ca șef de birou, în cadrul Direcțiunii Generale a Artelor din Ministerul Culturii și Artelor. A fost și membru în Consiliul de administrație al Societății de Difuziune Radio Telefonică din România (din 1936). I-a cunoscut pe Eminescu, Caragiale (cu care a și colaborat la „Moftul român”), Delavrancea, Dobrogeanu-Gherea.

## Opera
Alexandru Cazaban a scris povestiri vânătorești, portrete, amintiri, piese de teatru (Elogiul posterității, Nevasta mea are talent), nuvele. A colaborat la publicațiile „Zeflemeaua”, „Moftul român”, „Revista literară”, „Rampa”, „Viața Românească”, „Luceafărul”, „Universul”, „Viitorul” etc. 
Pe 20 noiembrie 2018, asociația Memorie și Speranță l-a comemorat pe Alexandru Cazaban în saloanele Muzeului Național al Literaturii Române din București.

## Volume publicate
- Bolta rece (1899),
- Încurcă-lume (Embrouille-tout). Schițe umoristice (1903),
- Deștept băiat! (1904; reed. 1961),
- Cutreierând (1905),
- Chipuri și suflete (1908; reed. 1973),
- Băiatul lui Moș Turcu (1908),
- Oameni cumsecade (1911),
- Tovarășul de drum (1912),
- Rozina (1913),
- Între femei și pisică (1913)
- Ce nu se poate spune (1915),
- Păcatul sfinției sale (1915),
- De sufletul nemților (1916; reed. 1920),
- Dureri neînțelese (1917),
- Doamna de la Crucea Roșie (1919),
- La umbra unui car (1920),
- Între frac și cojoc (1922),
- Departe de oraș, Moș Trăscău, Un om supărător (roman autobiografic),
- Pasărea rătăcită (1929),
- Povestiri vânătorești (1939; editată de Fundația Culturală Regală “Principele Mircea”),
- Domnul Iorga are haz, Mâhnirea unui tată (editată de Fundația “Regele Mihai I”),
- Din vremea aceea. Nuvele și schițe (1951),
- Grija stăpânului (1955),
- Văzute și auzite (1958).

## Distincții
- Medalia Bene-Merenti clasa I (1922),
- Ordinul Coroana României în grad de comandor (1926),
- Ordinul Meritul Cultural în grad de cavaler clasa II.
- Ordinul Muncii clasa a II-a (21 august 1954) „pentru merite deosebite pe tărîmul construcției de stat, economice, sociale și culturale, cu ocazia celei de a zecea aniversări a eliberării patriei noastre”[1]
- Ordinul Muncii clasa I (17 octombrie 1962) „pentru merite deosebite în domeniul creației literare, cu prilejul împlinirii a 90 de ani de la nașterea sa”[2]

## Vezi și
- Listă de umoriști români